# Rue Louis-Delgrès
La rue Louis-Delgrès est une voie du 20e arrondissement de Paris, en France.

## Situation et accès
La rue Louis-Delgrès est une voie publique située dans le 20e arrondissement de Paris. Elle débute au 19, rue des Cendriers et se termine au 16, rue des Panoyaux.

## Origine du nom
Elle porte le nom de Louis Delgrès (1766-1802), officier surnommé le « chevalier de la Liberté ».

## Historique
La voie est créée dans le cadre de l'aménagement de la ZAC des Amandiers sous le nom provisoire de « voie DY/20 » et prend sa dénomination actuelle par un arrêté municipal du 5 décembre 1996.

## Bâtiments remarquables et lieux de mémoire
Le 5 novembre 2010 y est inaugurée la pose d'un "Bench by the road" (Banc au bord de la route) par la Toni Morrison Society, en présence de la romancière Toni Morrison. Il rend hommage aux victimes de l'esclavage et aux combats de Louis-Delgrès,. Le banc de mémoire à Louis Delgrès est déplacé jardin Toussaint-Louverture le 10 mai 2023, lors de la Journée nationale des mémoires de la traite, de l'esclavage et de leur abolition.